# Baba Ali
Pour le quartier situé en Algérie, voir Baba Ali (Quartier).
Baba Ali, ou Baba Ali Chaouch est un dey d'Alger, ayant régné de 1710 à 1718.

## Présentation
Il mène d'importantes réformes politiques, succédant dans une période de grands troubles au dey Ibrahim. Il réforme le divan d'Alger, le dissout puis le recompose, élimine les éléments frondeurs de la milice, s'appuie sur la taïfa des rais pour relancer le corso en Méditerranée et faire rentrer beaucoup de revenus.
Il est le premier dey à cumuler le titre de pacha, refusant un représentant du sultan ottoman à ses côtés même s'il demeure depuis longtemps dans la politique locale comme une fonction purement honorifique dénuée de prérogative réelle. Il opère ainsi une évolution politique dans l'émancipation de la régence d'Alger de la tutelle ottomane et formalise son statut de système politique et d'état indépendant. Du fait de sa position, il est populaire auprès de la population d'Alger et célèbre dans l'historiographie. 
Baba Ali Chaouch consolide son autorité, il est désormais à la tête d'un État structuré œuvre de ses prédécesseurs : les frontières est et ouest sont délimitées, le gouvernement au niveau central et provincial (beyliks) est bien organisé, les fonctions de chacun étant définies. Le dey est alors vu comme un souverain allié, non plus comme un vassal vis-à-vis de la tutelle ottomane par les consuls européens. L’État algérien prend alors la forme d'une sorte de « république militaire », administrée selon la primauté de ses intérêts propres,.